# HMS Niobe (1897)
Кора́бль Её Вели́чества «На́йоби» (англ. HMS Niobe) — британский бронепалубный крейсер типа «Диадем». После участия в англо-бурской войне передан Канаде, став первым кораблём только что созданных ВМС Канады. В канадском флоте назывался HMCS Niobe. В начале Первой мировой войны использовался на патрульной службе, позднее стал плавбазой в Галифаксе. На «Найоби» проводились занятия Военно-морского училища Канады и тренировки курсантов. В 1917 году корабль был повреждён взрывом в Галифаксе и в 1920-е годы был отдан на слом.

## Служба
Построен компанией Vickers в городе Барроу-ин-Фернесс. Заложен 16 декабря 1895, спущен на воду 20 февраля 1897 года, достроен в 1898 году.
В начале англо-бурской войны (1899—1900) входил в Ла-Маншскую эскадру и был отправлен в Гибралтар для сопровождения транспортов, перевозивших подкрепление к мысу Доброй Надежды. 4 декабря 1899 года Найоби и HMS Doris спасли отряд с парохода SS Ismore, который наскочил на мель. В дальнейшем крейсер участвовал в англо-бурской войне, и судовой команде была пожалована  Южно-Африканская королевскаяская медаль[неизвестный термин]. После возвращения в Ла-Манш, Найоби снова стал сопровождать корабли вплоть до Коломбо на Цейлоне.
Вместе с «Рейнбоу» передан Доминиону Канада для образования ВМС Канады. 6 сентября 1910 года перемещён в расположение ВМС Канады, принят в состав флота на верфи Девонпорт и 21 октября того же года прибыл в Галифакс. В ночь с 30 на 31 июля 1911 года он наскочил на мель у Кейп-Сейбла (Новая Шотландия). Ремонт занял 18 месяцев и в результате привёл к постоянному снижению максимальной скорости.